# Metopius vespulator
Metopius vespulator là một loài tò vò trong họ Ichneumonidae.